# Cosnac
 Cosnac  (en occitano Cosnac) es una comuna y población de Francia, en la región de Lemosín, departamento de Corrèze, en el distrito de Brive-la-Gaillarde y cantón de Brive-la-Gaillarde-Sud-Est.
Su población municipal en 2008 era de 2858 habitantes.
Está integrada en la Communauté d'agglomération de Brive.

## Demografía
| 775 | 616 | 710 | 805 | 941 | 983 | 946 | 996 | 997 | 1 170 | 1 002 | 920 | 923 | 896 | 820 | 822 | 811 | 803 | 802 | 735 | 701 | 702 | 615 | 622 | 573 | 558 | 590 | 592 | 819 | 1 452 | 1 962 | 2 340 | 2858 |
| Para los censos de 1962 a 1999 la población legal corresponde a la población sin duplicidades (Fuente: INSEE [Consultar]) |     |     |     |     |     |     |     |     |       |       |     |     |     |     |     |     |     |     |     |     |     |     |     |     |     |     |     |     |       |       |       |      |